# Wheeler Dryden
George Dryden Wheeler Jr., född 31 augusti 1892, död 30 september 1957, känd som Wheeler Dryden, var en engelskfödd amerikansk skådespelare och filmregissör. Han var son till Hannah Chaplin och musikhallunderhållaren Leo Dryden, och yngre halvbror till skådespelarna Sir Charlie och Sydney Chaplin.
Han flyttade till USA 1918 och arbetade där som skådespelare och regissör, ibland assisterande brodern  Charlie. Han var en tid gift och var far till musikern Spencer Dryden.